# بوريس كوزنيتسوف
بوريس كوزنيتسوف (بالروسية: Кузнецов, Борис Дмитриевич)‏ (مواليد 14 يوليو 1928) هو لاعب كرة قدم. لعب مع منتخب الاتحاد السوفييتي لكرة القدم. سبق له أن لعب في كأس العالم لكرة القدم مع منتخب بلاده.

## روابط خارجية
- بوريس كوزنيتسوف على موقع الاتحاد الدولي (مؤرشف)  (الإنجليزية)
- بوريس كوزنيتسوف على موقع قاعدة بيانات كرة القدم.إي يو (الإنجليزية)
- بوريس كوزنيتسوف على موقع ناشيونال فوتبول تيمز (الإنجليزية)
- بوريس كوزنيتسوف على موقع عالم كرة القدم.نت (الإنجليزية)
- بوريس كوزنيتسوف على موقع أوليمبيديا (الإنجليزية)